# Мария Долгорукова
Мария Владимировна Долгорукова (* 1601; † 17 януари 1625) е първата съпруга на Михаил I, цар на Русия.
Тя е дъщеря на болярина княз Владимир Тимофеевич Долгоруков и на Мария Василиевна-Барбашина Шуйская. Мария Владимировна се омъжва за Михаил през септември 1624 г., но умира четири месеца след венчавката. Една от версиите за смъртта и е, че тя умира при раждането на първото си дете. Някои учени приемат тезата, че царят се е оженил за бременна жена.